# Albert Beermann (Richter)
Albert Beermann (* 6. Januar 1933 in Emsdetten; † 26. Oktober 2020) war ein deutscher Richter. Zwischen 1977 und 1998 war er Richter am Bundesfinanzhof, ab 1994 zudem Vizepräsident dieses Gerichtes.

## Vita
Beermann wurde im westfälischen Emsdetten geboren und studierte in den 1950er Jahren Rechts- und Staatswissenschaften an der Universität Münster. Nach dem zweiten juristischen Staatsexamen trat Beermann im Jahr 1962 in den Dienst der Zollverwaltung ein. Zunächst arbeitete er mehrere Jahre als Referent bei der Oberfinanzdirektion Münster, später war er Leiter des Hauptzollamts Oldenburg. 1968 wechselte er nach München, wo er bis 1972 als wissenschaftlicher Mitarbeiter beim Bundesfinanzhof tätig war. In Anschluss daran wechselte Beermann nach Bonn, wo er bis 1977 als Referent für die Organisation der Zollverwaltung im Bundesministerium der Finanzen zuständig war. Zum 1. Dezember 1977 erfolgte Beermanns Ernennung zum Richter am Bundesfinanzhof. Er wurde dem VII. Senat zugewiesen, der für Zölle, Verbrauchsteuern und Marktordnungsrecht zuständig war. Diesen Senat prägte Beermann über viele Jahre. Parallel dazu war er in dieser Zeit Präsidialrichter und Vertreter des Pressereferenten. Zum 1. Oktober 1990 wurde er mit dem Vorsitz des VII. Senats betraut. Gleichzeitig zur Ernennung des neuen Präsidenten des Bundesfinanzhofes Klaus Offerhaus wurde Beermann am 1. Oktober 1994 zum Vizepräsidenten des Bundesfinanzhofes ernannt. Aus diesem Amt wurde er mit Eintritt in den Ruhestand am 31. Januar 1998 verabschiedet.
Beermann war über 18 Jahre lang maßgeblich an der Einführung und später dem Ausbau der EDV für die richterliche Tätigkeit im Bundesfinanzhof beteiligt. Dazu gehörte vor allem auch der Auf- und Ausbau des Juris-Projektes.
Beermann trat auch wissenschaftlich durch zahlreiche Aufsätze sowie als Mitautor des Standardkommentars zur Abgabenordnung und Finanzgerichtsordnung von Hübschmann/Hepp/Spitaler als Herausgeber des mehrbändigen Werks "Steuerliches Verfahrensrecht" in Erscheinung.  Ab 1995 hatte er für mehrere Jahre einen Lehrauftrag für Allgemeines Steuerrecht mit den Fachgebieten Finanzverfassung und Abgabenordnung an der Rechtswissenschaftlichen Fakultät der Westfälischen Wilhelms-Universität Münster.
Bei seiner Verabschiedung aus dem Amt wurde Albert Beermann mit dem  Großen Verdienstkreuz des Verdienstordens der Bundesrepublik Deutschland geehrt.